# Menipea flabellum
Menipea flabellum är en mossdjursart som först beskrevs av Ellis och Daniel Solander 1786.  Menipea flabellum ingår i släktet Menipea och familjen Candidae. Inga underarter finns listade i Catalogue of Life.